# Karous
Karous (カラス, karasu, litt. “Corbeau”) est un jeu vidéo de type shoot 'em up à scrolling vertical développé et édité par Milestone en 2006 sur borne d'arcade et en 2007 sur Dreamcast. Une adaptation sur Wii est sortie le 10 avril 2008 au Japon.